# Olofströms kommun
Olofströms kommun är en kommun i Blekinge län. Centralort är Olofström.
Norra Olofströms kommun utgör en sjö- och myrrik skogsbygd med en berggrund av uppsprucken granit och gnejs. Morän täcker den stora flacka ytan, och de nord–sydliga sprickdalarna, där sjöar som Raslången och vattendrag som Holjeån och Mörrumsån finns. Dalgångarna, rika på vegetation, breder ut sig söderut och där ökar odlingsmarken. 
I början av 2020-talet dominerades kommunens näringsliv av tillverkningsindustrin. Små och medelstora företag inom metall- och transportsektorn var också närvarande. Kommunen själv var den näst största arbetsgivaren efter Volvo.
När kommunen bildades 1971 nådde befolkningen en topp på över 17 000 invånare. Därefter har en negativ befolkningstrend varit påtaglig, även om en ökning märktes under åren 2010 till 2020. År 2020 uppgick invånarantalet till 13 311.
Socialdemokraterna har varit det största partiet i samtliga val och har också styrt  ensamma eller i koalition med Vänsterpartiet, Kristdemokraterna eller Centerpartiet sedan åtminstone 1994.

## Administrativ historik

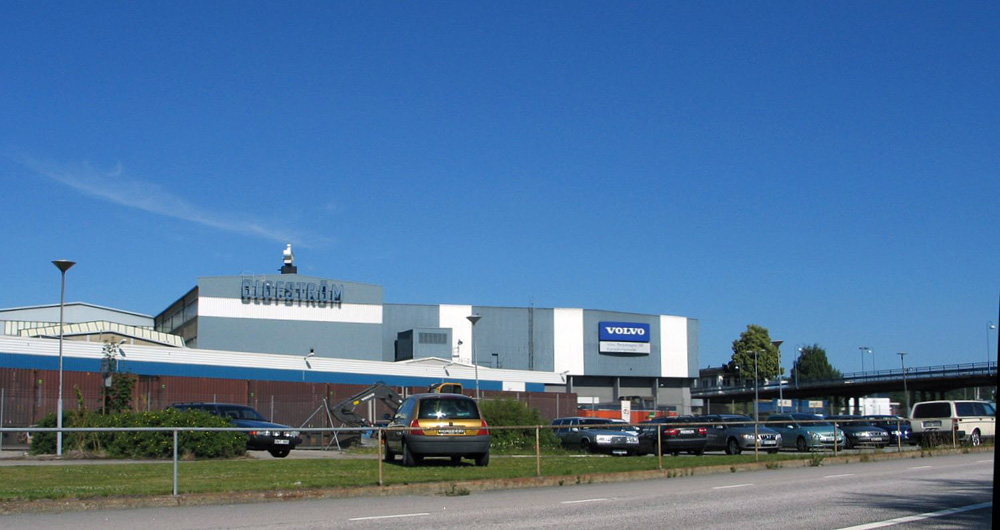
Volvo-fabriken i Olofström.

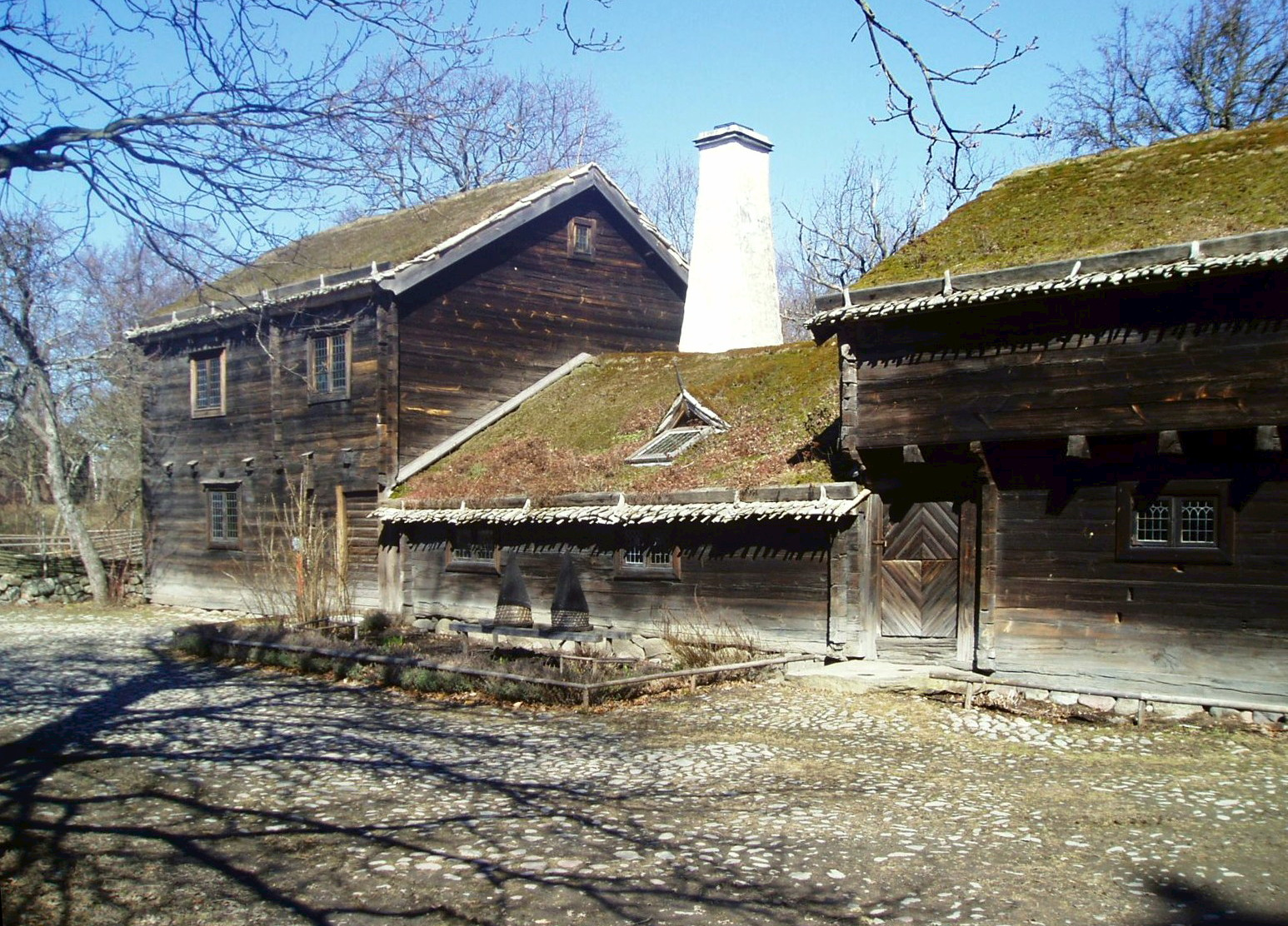
Högloftsstugan var vanlig i Blekinge så sent som på 1800-talet men är nu mycket sällynt. Bilden visar Kyrkhultsstugan som idag finns på Skansen.

Kommunens område motsvarar socknarna: Jämshög och Kyrkhult, båda i Listers härad. Av dessa socknar bildades vid kommunreformen 1862 Jämshögs landskommun varur Kyrkhults landskommun utbröts 16 oktober 1863. 
Olofströms köping bildades 1941 genom en utbrytning ur Jämshögs landskommun. 
Kommunreformen 1952 påverkade inte indelningarna i området.
1967 uppgick Jämshögs och Kyrkhults landskommuner i köpingen. 
Olofströms kommun bildades vid kommunreformen 1971 genom ombildning av Olofströms köping. 
Kommunen ingick från bildandet till 2001 i Listers och Sölvesborgs domsaga, från 1975 benämnd Sölvesborgs domsaga och kommunen ingår sedan 2001 i Blekinge domsaga.
| Tabell över kommunsammanslagningar | Tabell över kommunsammanslagningar | Tabell över kommunsammanslagningar | Tabell över kommunsammanslagningar | Tabell över kommunsammanslagningar | Tabell över kommunsammanslagningar | Tabell över kommunsammanslagningar | Tabell över kommunsammanslagningar | Tabell över kommunsammanslagningar | Tabell över kommunsammanslagningar |
| ---------------------------------- | ---------------------------------- | ---------------------------------- | ---------------------------------- | ---------------------------------- | ---------------------------------- | ---------------------------------- | ---------------------------------- | ---------------------------------- | ---------------------------------- |
| –1862                              | –1862                              | 1863–1940                          | 1863–1940                          | 1941–1966                          | 1941–1966                          | 1967–1970                          | 1967–1970                          | 1971–Idag                          | 1971–Idag                          |
| Härad                              | Socken                             | Landskommun och Köping             | Landskommun och Köping             | Landskommun och Köping             | Landskommun och Köping             | Storkommun                         | Storkommun                         | Enhetskommun                       | Enhetskommun                       |
| Listers härad                      | Jämshögs sn                        | Jämshögs ln                        | Jämshögs ln                        |                                    |                                    |                                    | Olofströms köping                  | Olofströms kommun                  | Olofströms kommun                  |
| Listers härad                      | Jämshögs sn                        | Jämshögs ln                        | Jämshögs ln                        |                                    |                                    |                                    | Olofströms köping                  | Olofströms kommun                  | Olofströms kommun                  |
| Listers härad                      | Kyrkhults sn                       | Kyrkhults ln                       | Kyrkhults ln                       | Kyrkhults ln                       | Kyrkhults ln                       |                                    | Olofströms köping                  | Olofströms kommun                  | Olofströms kommun                  |

## Geografi
Kommunen är Blekinges enda inlandskommun. Den gränsar till Osby, Kristianstads, Bromölla, Sölvesborgs, Karlshamns, Tingsryds och Älmhults kommun.
Kommunen är omgiven av vatten med hundratals sjöar. Den största sjön är Halen som är ett populärt ställe för kanotning och bad. Olofströms kommun är känt för sitt fiske på Kronofiske Harasjömåla som har ungefär 75 000 besökare om året. Naturen är också en stor tillgång.

### Topografi och hydrografi
Norra Olofströms kommun utgör en sjö- och myrrik skogsbygd med en berggrund av uppsprucken granit och gnejs. Området har en flack överyta och är till största delen täckt av morän. De främst nord–sydliga sprickdalarna, som rymmer sjöar som Raslången och vattendrag som Holjeån och Mörrumsån, är i stor utsträckning fyllda med isälvsavlagringar.
Dalgångarna, rika på vegetation, breddas söderut och där ökar odlingsmarken. Boafalls backe (180 meter över havet) och Halens naturreservat är områden som inkluderar både bokskog och en blandning av barr- och lövskog.
Nedan presenteras andelen av den totala ytan 2020 i kommunen jämfört med riket.
|  | Bebyggelse (6,4 %) |

|  | Skog (80,5 %) |

|  | Öppen myrmark (0,6 %) |

|  | Jordbruksmark (7,5 %) |

|  | Övrig mark (5,0 %) |

|  | Bebyggelse (3,1 %) |

|  | Skog (68,0 %) |

|  | Öppen myrmark (7,2 %) |

|  | Jordbruksmark (7,4 %) |

|  | Övrig mark (14,3 %) |

### Naturskydd
År 2024 fanns 16 naturreservat i Olofströms kommun. Ungefär 3,6 procent (3,2 procent av landytan) av Olofströms kommuns areal hade år 2019 skydd i form av naturreservat, naturvårdsområden, naturminnen och biotopskydd. Detta motsvarade 1 481 hektar.

### Administrativ indelning
Fram till 2016 var kommunen för befolkningsrapportering indelad i Jämshögs församling och Kyrkhults församling.

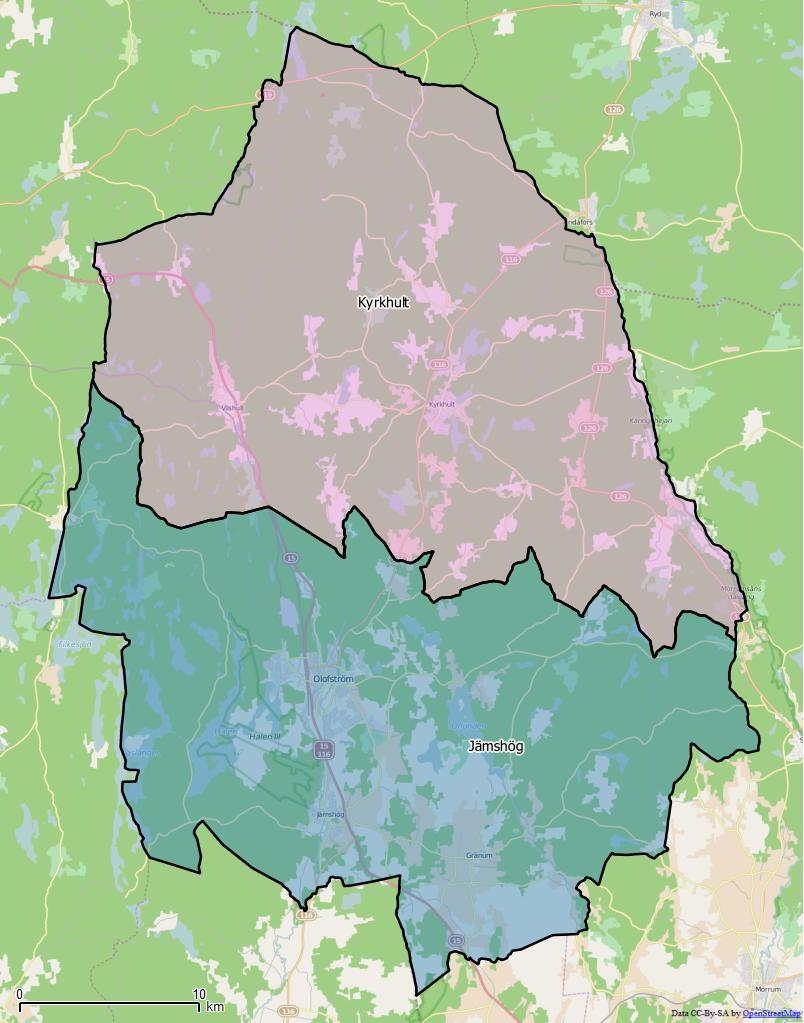
Distrikt (socknar) inom Olofströms kommun

Från 2016 indelas kommunen i två distrikt, vilka motsvarar de tidigare socknarna:Jämshög och Kyrkhult.

### Tätorter
Kommunen har fem tätorter med uppgifter från 2015.
| Nr | Tät- och småorter | Folkmängd |
| -- | ----------------- | --------- |
| 1  | Olofström         | 7 526     |
| 2  | Jämshög           | 1 612     |
| 3  | Kyrkhult          | 980       |
| 4  | Vilshult          | 303       |
| 5  | Gränum            | 223       |

## Styre och politik

### Styre
| 1994–1998 | S |   |    |
| 1998–2002 | S |   |    |
| 2002–2006 | S | V |    |
| 2006–2018 | S |   |    |
| 2018–2022 | S | V | KD |
| 2022–     | S | C |    |

### Kommunfullmäktige

#### Presidium
| Presidium 2022-2026    | Presidium 2022-2026 | Presidium 2022-2026 |
| ---------------------- | ------------------- | ------------------- |
| Ordförande             | S                   | Annika Sjöstedt     |
| Förste vice ordförande | S                   | Linda Rehn          |
| Andre vice ordförande  | M                   | Marianne Eriksson   |

Källa:

#### Mandatfördelning 1970–2022
| 2 | 21 | 8 | 5 |  | 4 |

| 37 |

| 2 | 21 | 10 | 4 |  | 3 |

| 36 |

| 3 | 25 | 10 | 4 | 2 | 5 |

| 43 |

| 3 | 27 | 8 | 5 |  | 5 |

| 37 | 12 |

| 3 | 28 | 8 | 2 | 2 | 6 |

| 36 | 13 |

| 3 | 27 |  | 5 | 5 | 2 | 6 |

| 34 | 15 |

| 3 | 28 | 2 | 6 | 4 | 2 | 4 |

| 30 | 19 |

| 4 | 25 |  |  | 5 | 4 | 3 | 6 |

| 29 | 20 |

| 5 | 27 | 2 |  | 4 | 3 | 2 | 5 |

| 29 | 20 |

| 7 | 23 | 3 | 4 | 3 | 4 | 5 |

| 29 | 20 |

| 6 | 20 |  | 4 | 11 | 4 | 3 |

| 27 |  | 20 |

| 4 | 25 |  | 2 | 5 | 4 | 3 | 5 |

| 28 | 21 |

| 4 | 25 |  | 4 | 5 | 2 | 3 | 5 |

| 28 | 21 |

| 3 | 25 |  | 7 | 5 |  | 2 | 5 |

| 30 | 19 |

| 3 | 21 | 11 | 7 | 2 | 5 |

| 27 | 22 |

| 3 | 19 | 13 | 6 | 2 | 6 |

| 26 | 23 |

För valresultat äldre än 1970, se respektive tidigare kommun; Olofströms köping, Kyrkhults landskommun eller Jämshögs landskommun.

### Nämnder

#### Kommunstyrelse
| Presidium 2022-2026    | Presidium 2022-2026 | Presidium 2022-2026 |
| ---------------------- | ------------------- | ------------------- |
| Ordförande             | S                   | Morgan Bengtsson    |
| Förste vice ordförande | C                   | Rolf Jönsson        |
| Andre vice ordförande  | SD                  | Tommy Holmgren      |

Källa:

#### Lista över kommunstyrelsens ordförande
| Namn | Namn              | Från              | Till              | Politisk tillhörighet |
| ---- | ----------------- | ----------------- | ----------------- | --------------------- |
|      | Stig Janzon       | 1982              | 31 december 1999  | Socialdemokraterna    |
|      | Margaretha Olsson | 2000              | 10 september 2012 | Socialdemokraterna    |
|      | Sara Rudolfsson   | 10 september 2012 | 2019              | Socialdemokraterna    |
|      | Morgan Bengtsson  | 2019              |                   | Socialdemokraterna    |

#### Övriga nämnder
| Nämnder                    | Ordförande | Ordförande             | Förste vice ordförande | Förste vice ordförande | Andre vice ordförande | Andre vice ordförande |
| -------------------------- | ---------- | ---------------------- | ---------------------- | ---------------------- | --------------------- | --------------------- |
| Bygg- och trafiknämnden    | S          | Pirjo Veteli           | S                      | Patrik Sjöstedt        | KD                    | Glenn Bengtsson       |
| Krisledningsnämnden        | S          | Morgan Bengtsson       | C                      | Rolf Jönsson           | SD                    | Tommy Holmgren        |
| Kultur- och fritidsnämnden | S          | Christoffer Danielsson | S                      | Jens Lönquist-Roos     | SD                    | Roal Bencic           |
| Socialnämnden              | S          | Miroslav Milurovic     | C                      | Karin Nordvall         | M                     | Patrik Krupa          |
| Utbildningsnämnden         | S          | Tamam Abou Hamidan     | C                      | Malin Åman             | SD                    | Peter Stenberg        |
| Valnämnden                 | S          | Håkan Björkman         | S                      | Marie Rosén            | SD                    | Max Nielsen           |

Källa:

### Valresultat 2022
Partiers starkaste valdistrikt vid kommunvalet 2022:
| Parti                            | Valdistrikt        | Valdistrikt | Kommun  |
| Parti                            | Starkaste          | Andel       | Andel   |
| -------------------------------- | ------------------ | ----------- | ------- |
| S                                | Olofström C        | 44,71 %     | 38,00 % |
| SD                               | Olofström-Vilshult | 31,65 %     | 26,51 % |
| C                                | Kyrkhult-Hemsjö    | 15,88 %     | 11,56 % |
| M                                | Vilboken           | 12,76 %     | 11,30 % |
| V                                | Olofström C        | 6,33 %      | 5,02 %  |
| KD                               | Vilboken           | 6,28 %      | 4,61 %  |
| L                                | Jämshög            | 1,53 %      | 0,94 %  |
| OD                               | Oredslund          | 1,63 %      | 0,81 %  |
| Data hämtat från Valmyndigheten. |                    |             |         |

Exklusive uppsamlingsdistrikt. Partier som fått mer än en procent av rösterna i minst ett valdistrikt redovisas.

### Vänorter
- Kwidzyn, Polen, sedan 1991.

## Ekonomi och infrastruktur

### Näringsliv
I början av 2020-talet präglades kommunens näringsliv främst av tillverkningsindustrin, som stod för nästan hälften av arbetstillfällena. Huvudaktören var Volvo Personvagnar AB och Olofströmsverken, belägna i centralorten. Utöver detta fanns flera små och medelstora företag inom metall- och transportsektorn. Intressant att notera är att kommunen själv var den näst största arbetsgivaren efter Volvo.

### Infrastruktur

#### Transporter
Kommunen korsas av länsvägarna 116 och 121, medan länsväg 119 sträcker sig genom den norra delen och länsväg 126 genom den östra delen av kommunen.

## Befolkning

### Demografi

#### Befolkningsutveckling
Kommunen har 12 949 invånare (31 mars 2025), vilket placerar den på 177:e plats avseende folkmängd bland Sveriges kommuner.
| Befolkningsutvecklingen i Olofströms kommun 1810–2020 | Befolkningsutvecklingen i Olofströms kommun 1810–2020 | Befolkningsutvecklingen i Olofströms kommun 1810–2020 | Befolkningsutvecklingen i Olofströms kommun 1810–2020 | Befolkningsutvecklingen i Olofströms kommun 1810–2020 |
| ----------------------------------------------------- | ----------------------------------------------------- | ----------------------------------------------------- | ----------------------------------------------------- | ----------------------------------------------------- |
|                                                       |                                                       |                                                       |                                                       |                                                       |
| År                                                    |                                                       |                                                       | Folkmängd                                             |                                                       |
| 1810                                                  | 1810                                                  |                                                       | 5 637                                                 |                                                       |
| 1820                                                  | 1820                                                  |                                                       | 6 562                                                 |                                                       |
| 1830                                                  | 1830                                                  |                                                       | 7 690                                                 |                                                       |
| 1840                                                  | 1840                                                  |                                                       | 8 411                                                 |                                                       |
| 1850                                                  | 1850                                                  |                                                       | 9 268                                                 |                                                       |
| 1860                                                  | 1860                                                  |                                                       | 10 038                                                |                                                       |
| 1870                                                  | 1870                                                  |                                                       | 10 048                                                |                                                       |
| 1880                                                  | 1880                                                  |                                                       | 10 777                                                |                                                       |
| 1890                                                  | 1890                                                  |                                                       | 10 572                                                |                                                       |
| 1900                                                  | 1900                                                  |                                                       | 10 803                                                |                                                       |
| 1910                                                  | 1910                                                  |                                                       | 10 527                                                |                                                       |
| 1920                                                  | 1920                                                  |                                                       | 10 398                                                |                                                       |
| 1930                                                  | 1930                                                  |                                                       | 9 600                                                 |                                                       |
| 1940                                                  | 1940                                                  |                                                       | 10 934                                                |                                                       |
| 1950                                                  | 1950                                                  |                                                       | 11 512                                                |                                                       |
| 1960                                                  | 1960                                                  |                                                       | 13 841                                                |                                                       |
| 1970                                                  | 1970                                                  |                                                       | 17 565                                                |                                                       |
| 1975                                                  | 1975                                                  |                                                       | 17 187                                                |                                                       |
| 1980                                                  | 1980                                                  |                                                       | 15 630                                                |                                                       |
| 1985                                                  | 1985                                                  |                                                       | 15 017                                                |                                                       |
| 1990                                                  | 1990                                                  |                                                       | 15 054                                                |                                                       |
| 1995                                                  | 1995                                                  |                                                       | 14 893                                                |                                                       |
| 2000                                                  | 2000                                                  |                                                       | 14 005                                                |                                                       |
| 2005                                                  | 2005                                                  |                                                       | 13 391                                                |                                                       |
| 2010                                                  | 2010                                                  |                                                       | 12 988                                                |                                                       |
| 2015                                                  | 2015                                                  |                                                       | 13 170                                                |                                                       |
| 2020                                                  | 2020                                                  |                                                       | 13 311                                                |                                                       |
| Anm: All statistik baserar sig på dagens kommungräns. |                                                       |                                                       |                                                       |                                                       |

#### Utländsk bakgrund
Den 31 december 2014 utgjorde antalet invånare med utländsk bakgrund (utrikes födda personer samt inrikes födda med två utrikes födda föräldrar) 3 461, eller 26,56 % av befolkningen (hela befolkningen: 13 031 den 31 december 2014). Den 31 december 2002 utgjorde antalet invånare med utländsk bakgrund enligt samma definition 2 980, eller 21,85 % av befolkningen (hela befolkningen: 13 637 den 31 december 2002).

#### Invånare efter de vanligaste födelseländerna
Den 31 december 2014 utgjorde folkmängden i Olofströms kommun 13 031 personer. Av dessa var 2 761 personer (21,2 %) födda i ett annat land än Sverige. I denna tabell har de nordiska länderna samt de 12 länder med flest antal utrikes födda (i hela riket) tagits med. En person som inte kommer från något av de här 17 länderna har istället av Statistiska centralbyrån förts till den världsdel som deras födelseland tillhör.
| Födelseland      | Födelseland                       | Födelseland |
| ---------------- | --------------------------------- | ----------- |
| 31 december 2014 |                                   |             |
| 1                | Sverige                           | 10 270      |
| 2                | Finland                           | 669         |
| 3                | Europeiska unionen: Övriga länder | 353         |
| 4                | / SFR Jugoslavien/FR Jugoslavien  | 332         |
| 5                | Polen                             | 291         |
| 6                | Syrien                            | 195         |
| 7                | Bosnien och Hercegovina           | 178         |
| 8                | Thailand                          | 110         |
| 9                | Asien: Övriga länder              | 106         |
| 10               | Danmark                           | 100         |
| 11               | Europa utom EU: Övriga länder     | 81          |
| 12               | Afghanistan                       | 76          |
| 13               | Tyskland                          | 67          |
| 14               | Afrika: Övriga länder             | 43          |
| 15               | Irak                              | 35          |
| 16               | Kina                              | 25          |
| 16               | Norge                             | 25          |
| 16               | Turkiet                           | 25          |
| 19               | Sydamerika                        | 17          |
| 20               | Nordamerika                       | 15          |
| 21               | Iran                              | 12          |
| 22               | Somalia                           | 2           |
| 23               | Island                            | 1           |
| 23               | Oceanien                          | 1           |
| 23               | Okänt födelseland                 | 1           |
| 23               | Sovjetunionen                     | 1           |

## Kultur

### Kulturarv
Vid Mörrumsån finns Ebbamåla bruk, ett mini-industrilandskap som återspeglar industrialiseringen och fungerar som en  industrihistorisk park. Från 1890 och framåt växte här upp ett flertal fabriker; kimröksfabrik, stärkelsefabrik, spritfabrik, träullsfabrik och ett mejeri. Mörrumsån utnyttjades för vattenkraft genom ett kraftverk som fortfarande idag genererar elektricitet. Ebbamåla Bruk är nu en levande kulturmiljö.  År 2016 tilldelades Ebbamåla bruk Region Blekinges kulturpris.

### Kommunvapen
Blasonering: I fält av guld en stolpvis ställd svart smideshammare, omgiven av elva i cirkel ordnade svarta rundlar.
Olofströms köpings kommunfullmäktige beslöt på sammanträde den 30 aug 1949 att godkänna ett av de förslag till vapen som riksheraldikerämbetet (Riksarkivet) föreslagit för köpingen. Vapnet fastställdes av Kungl Maj:t den 10 augusti 1950.
Även de båda landskommunerna Jämshög och Kyrkhult hade vapen, fastställda 1947 respektive 1940, var giltighet dock upphörde 1967 i samband med sammanläggningen med den dåvarande Olofströms köping.

Jämshögs landskommun (1947–66)
Kyrkhults landskommun (1940–66)
Olofströms köping (1950–70) Olofströms kommun (1971–)